# Reinhold Brunner
Reinhold Brunner (* 22. Mai 1961 in Gerstungen) ist ein deutscher Archivar und Historiker.

## Leben und beruflicher Werdegang
Brunner studierte Geschichte an der Martin-Luther-Universität Halle-Wittenberg und promovierte im Jahr 1990 mit der Arbeit Die Junker – eine Untersuchung zu ihrer klassenmäßigen Einordnung im letzten Drittel des 19. Jahrhunderts am Beispiel der Provinz Brandenburg über adligen und bürgerlichen Großgrundbesitz in der Provinz Brandenburg.
Von 1991 an leitete Brunner das Stadtarchiv Eisenach, bis er im Jahr 2014 die Leitung des im Zuge einer Umstrukturierung der Stadtverwaltung neu geschaffenen Amtes für Bildung übernahm. Seine Forschungsschwerpunkte liegen bei lokalgeschichtlichen Themen, insbesondere bei der jüdischen Geschichte und der Geschichte des Nationalsozialismus. Er veröffentlichte mehrere Bücher und Schriften speziell zur Geschichte der Stadt Eisenach.
Brunner ist Mitglied im Verband deutscher Archivarinnen und Archivare, im Thüringer Archivarverband sowie wissenschaftliches Mitglied der Historischen Kommission für Thüringen.
Er ist stellvertretender Vorsitzender des Eisenacher Geschichtsvereins und engagiert sich ehrenamtlich bei mehreren weiteren örtlichen Organisationen und Gruppierungen.

## Veröffentlichungen (Auswahl)
- Eisenach, wie es früher war. Wartberg-Verlag, Gudensberg-Gleichen 1992. ISBN 3-925277-88-9.
- Verschwundene Bücher – Zur Geschichte der Carl Alexander Bibliothek in Eisenach. In: Eisenach-Jahrbuch 1992. Hitzeroth-Verlag, Marburg 1992. S. 62–76.
- Bewegte Zeiten, Eisenach zwischen 1919 und 1945. Wartberg-Verlag, Gudensberg-Gleichen 1994. ISBN 3-86134-180-8.
- Das Stadtarchiv Eisenach und der Zweck historischer Überlieferung. In: Stadt Zeit. Eisenach aktuell. Juni 1997.
- "... die dem Armen hilft, das Wenige, was er besitzt, zu Rathe zu halten..." Die Geschichte der Sparkasse Wartburgkreis 1822 bis 1997, Deutscher Sparkassenverlag Stuttgart, ISBN 3-09-303839-1
- Die Verfolgung, Vertreibung und Ermordung der jüdischen Menschen Eisenachs 1938 bis 1942. Eisenacher Geschichtsverein, Eisenach 1998, ISBN 3-9803976-4-5.
- Das war das 20. Jahrhundert in Eisenach. Hrsg. Stadt Eisenach. Wartberg-Verlag, Gudensberg-Gleichen 2000, ISBN 3-86134-970-1.
- Archivische Sammlungen – notwendiges Übel oder zentrale Archivgutkategorie? Überlegungen am Beispiel des Stadtarchivs Eisenach. In: Archive in Thüringen. Sonderheft, Weimar 2003, S. 6–14.
- Von der Judengasse zur Karlstraße. Jüdisches Leben in Eisenach. Hain-Verlag, Weimar/Jena 2003, ISBN 3-89807-050-6.
- Geschichte der Stadt Eisenach. Wartberg-Verlag, Gudensberg-Gleichen 2004, ISBN 3-8313-1460-8.
- Eisenacher Persönlichkeiten. Rhino Verlag, Weimar 2004, ISBN 3-932081-45-5.
- Das Ende des Krieges. Eisenach im April 1945. Wartburgland Geschichte. Heft 5. Eisenacher Geschichtsverein e. V., Eisenach 2004.
- Wer übergab 1945 die Stadt Eisenach kampflos an die Amerikaner? Oder: Ist Geschichte justiziabel? In: Ältestes bewahrt mit Treue, freundlich aufgefaßtes Neues : Festschrift für Volker Wahl zum 65. Geburtstag. Rudolstadt 2008, S. 559–572, ISBN 978-3-00-024781-1.
- Zur Neukonstituierung der Arbeiterbewegung in Eisenach nach dem Ersten Weltkrieg. In: Thüringische und Rheinische Forschungen : Bonn – Koblenz – Weimar – Meiningen : Festschrift für Johannes Mötsch zum 65. Geburtstag, Leipzig 2014, S. 395–417, ISBN 978-3-943539-23-3.
- Ein Pressefeldzug und seine Vorgeschichte. Kommunalpolitische Entwicklungen in Eisenach vom Sommer 1945 bis zum Herbst 1946. In: Medien – Kommunikation – Öffentlichkeit. Vom Spätmittelalter bis zur Gegenwart : Festschrift für Werner Greiling zum 65. Geburtstag, hrsg. von Holger Böning, Hans-Werner Hahn, Alexander Krünes, Uwe Schirmer (= Veröffentlichung der Historischen Kommission für Thüringen, Kleine Reihe, Bd. 58), Wien/Köln/Weimar 2019, S. 349–364. ISBN 978-3-412-51669-7.
- Max Raebel – ein Wanderer zwischen den Welten. In: Wartburg-Jahrbuch 2019, 28. Jg., hrsg. von der Wartburg-Stiftung in Zusammenarbeit mit dem Wissenschaftlichen Beirat, Regensburg 2020, S. 101–139, ISBN 978-3-7954-3600-1.